# Death Before Dishonor (2024)
Pour les articles homonymes, voir Death Before Dishonor.
L'édition 2024 de Death Before Dishonor est un Pay-per-view de catch (lutte professionnelle) produit par la promotion américaine Ring of Honor. L'événement a eu lieu le 26 juillet 2024 au Esports Stadium à Arlington (Texas). Il s'agit de la 21e édition de Death Before Dishonor.

## Contexte
Les spectacles de la Ring of Honor sont constitués de matchs aux résultats prédéterminés par les scénaristes de la compagnie. Ces rencontres sont justifiées par des storylines – une rivalité entre catcheurs, la plupart du temps – ou par des qualifications survenues dans les shows. Tous les catcheurs possèdent un gimmick, c'est-à-dire qu'ils incarnent un personnage gentil (Face) ou méchant (Heel), qui évolue au fil des rencontres. Un événement comme Death Before Dishonor est donc un événement tournant pour les différentes storylines en cours.

## Tableau des matchs
| Ordre par numéros | Résultat | Stipulation(s) | Temps |
| --- | --- | --- | ----- |
| 1P | MxM Collection (Mansoor et Mason Madden) bat Spanish Announce Project (Angélico et Serpentico)                                            | Tag Team match | 9:05  |
| 2P | Marina Shafir bat Angelina Risk | Match simple | 1:00  |
| 3P | The Infantry (Captain Shawn Dean et Carlie Bravo) bat Anthony Henry et Griff Garrison (avec Maria Kanellis)                               | Tag Team match | 9:15  |
| 4P | Top Flight (Darius et Dante Martin) bat The Outrunners (Truth Magnum et Turbo Floyd) (avec Erica Leigh)                                   | Tag Team match | 8:45  |
| 5 | The Beast Mortos bat Komander (avec Alex Abrahantes)                                                                                      | Match simple | 13:30 |
| 6 | The Undisputed Kingdom (Matt Taven et Mike Bennett) (c) bat The Conglomeration (Kyle O'Reilly et Tomohiro Ishii)                          | Tag Team match pour les ROH World Tag Team Championship | 19:40 |
| 7 | Diamanté bat Leyla Hirsch | Texas Death match | 15:40 |
| 8 | Lee Moriarty bat Wheeler Yuta (c) | Pure Wrestling Rules match pour le ROH Pure Championship | 19:50 |
| 9 | Red Velvet bat Billie Starkz (c) | Match simple pour le ROH Women's World Television Championship | 14:55 |
| 10 | Dustin Rhodes et The Von Erichs (Marshall et Ross) (avec Kevin Von Erich) battent The Dark Order (Evil Uno, Alex Reynolds et John Silver) | Trios match Le trio gagnant affrontera The Undisputed Kingdom (Matt Taven, Mike Bennett et Roderick Strong) pour les ROH World Six-Man Tag Team Championship vacants à AEW Battle of the Belts XI. | 14:30 |
| 11 | Atlantis Jr. (c) bat Lio Rush, Shane Taylor, Brian Cage, Lee Johnson et Johnny TV (avec Taya Valkyrie)                                    | Survival of the Fittest match pour le ROH World Television Championship | 19:10 |
| 12 | Athena (c) bat Queen Aminata | Match simple pour le ROH Women's World Championship | 20:15 |
| 13 | Mark Briscoe (c) bat Roderick Strong (avec The Kingdom)                                                                                   | Match simple pour le ROH World Championship | 19:35 |
| La lettre C placée entre parenthèses désigne la personne ou l’équipe championne en titre. P – indique que le match a eu lieu lors du pré-show | | |       |